# Чернево (Мазовецьке воєводство)
Чернево (пол. Czerniewo) — село в Польщі, у гміні Радзаново Плоцького повіту Мазовецького воєводства.
Населення — 116 осіб (2011).
У 1975-1998 роках село належало до Плоцького воєводства.

## Демографія
Демографічна структура станом на 31 березня 2011 року:
|          | Загалом | Допрацездатний вік | Працездатний вік | Постпрацездатний вік |
| -------- | ------- | ------------------ | ---------------- | -------------------- |
| Чоловіки | 54      | 7                  | 40               | 7                    |
| Жінки    | 62      | 16                 | 30               | 16                   |
| Разом    | 116     | 23                 | 70               | 23                   |